# (6676) Monet
Pour les articles homonymes, voir Monet.
(6676) Monet est un astéroïde de la ceinture principale.

## Description
(6676) Monet est un astéroïde de la ceinture principale. Il fut découvert par Cornelis Johannes van Houten et Ingrid van Houten-Groeneveld le 29 septembre 1973 à l'observatoire Palomar. Il présente une orbite caractérisée par un demi-grand axe de 3,1597 UA, une excentricité de 0,1581 et une inclinaison de 0,9709° par rapport à l'écliptique.
Il fut nommé en hommage au peintre impressionniste français Claude Monet.

## Compléments